# Stictochironomus pictulus
Stictochironomus pictulus är en tvåvingeart som först beskrevs av Johann Wilhelm Meigen 1830.  Stictochironomus pictulus ingår i släktet Stictochironomus och familjen fjädermyggor.
Artens utbredningsområde är Manitoba. Arten är reproducerande i Sverige. Inga underarter finns listade i Catalogue of Life.